# Esporte Clube Alexandria
El Esporte Clube Alexandria fue un equipo de fútbol de Brasil que jugó en el Campeonato Alagoano, la primera división del estado de Alagoas.

## Historia
Fue fundado el 21 de noviembre de 1935 en la ciudad de Maceió del estado de Alagoas por empleados de la Fábrica Alexandria, empresa textil utilizando algodón ubicada en el barrio de Bom Pardo. Dos años después hace su debut en el Campeonato Alagoano, aunque fue hasta 1945 que volvió a participar en la primera división estatal.
En 1947 es campeón estatal por primera y única vez en su historia venciendo en la final al Esporte Clube Barroso, pero no participa en la primera división estatal hasta 1951, participando en la primera división hasta su desaparición en 1954 cuando la fábrica decide desaparecer al equipo, acumulando ocho temporadas en la primera categoría.

## Palmarés
- Campeonato Alagoano: 1

1947

## Jugadores
El Esporte Clube Alexandria tuvo como campeón de goleo a Wilson en 1951 junto a Louro del Auto Esporte Clube con 12 goles.